# 上原あかり
上原 あかり（うえはら あかり、9月13日 - ）は、日本の女性声優。東京都出身。クレール所属・取締役。キャトルステラ業務提携。

## 略歴
声優としてデビューする以前に子役として芝居経験があり、劇団の幼稚園に3年間所属していた。
TVアニメ『シャーマンキング』で声優という職業に興味をもち、同作品に出演していた林原めぐみに憧れて声優を目指すようになる。
声優の養成所に通っていたこともあるが、そこでは所属することができず、養成所を出てから応募したゲームの声優オーディションで、初めてオーディションに合格して役をもらったことがきっかけで事務所に所属、デビューを果たす。
キャトルステラに所属していたが、2017年10月11日より新規設立の姉妹会社・クレールへ移籍。
2024年4月15日、自身のXアカウントにて結婚し、同年9月に出産予定であることを報告した。

## 人物
趣味・特技は水泳、金魚すくい、映画鑑賞、ボルダリング。
プロゲーマーであるYouTuberのあめみやたいようの実姉である。自身もYouTubeチャンネルにて、PUBGやモンハンライズなどのゲーム配信を行っている。また、2021年7月24日から同じくYouTubeの方で車紹介チャンネルも始めている。

## 出演
太字はメインキャラクター。

### テレビアニメ
2016年
- ばくおん!!（セーコ、ハー坊）
- 魔装学園H×H（女子生徒、研究者、オペレーター）
- 甘々と稲妻（プリクラのアナウンス）
- 初恋モンスター（生徒）
- 信長の忍び
- TO BE HERO（女C）

2017年
- ぶっぷな毎日（チャーリー）
- にゃんこデイズ（小長井友子）
- けものフレンズ（2017年 - 2019年、ワシミミズク）- 2シリーズ
- 猫のダヤン（マーシィ）
- 王室教師ハイネ（女の子、男の子）
- 終末なにしてますか? 忙しいですか? 救ってもらっていいですか?（ネフレン・ルク・インサニア）
- 王様ゲーム The Animation（松本里緒菜）

2018年
- 三ツ星カラーズ（幼児）
- レディスポ（コルピ）
- 京都寺町三条のホームズ（和泉）
- あかねさす少女（ファン）

2019年
- ノブナガ先生の幼な妻（斎藤帰蝶）
- アズールレーン（サフォーク）

2020年
- ピーター・グリルと賢者の時間（2020年 - 2022年、ビーガン・エルドリエル） - 2シリーズ

### OVA
- OVA アズールレーン Queen's Orders（2023年、サフォーク[17]）

### ゲーム
2015年
- サウザンドメモリーズ（極光の凰騎士シルヴィア、簒命の従乙女シズク）
- 少女とドラゴン -幻獣契約クリプトラクト-（サタン、ビビ）
- 九十九姫（天之尾羽張、聖誕杏黄、布都御魂）
- にゃんにゃん（糸月哀）

2016年
- ヴァリアントナイツ（タリア＝ロロ）
- オオカミ姫（豊穣の精霊デメテル、ユーリャ）
- 感染×少女（斑鳩鈴香）
- クイズRPG 魔法使いと黒猫のウィズ（マツリ・サガミヤ）
- くちゅくちる（嘉悦梨音）
- サッカースピリッツ（シエスタ、Z001シルヴィア）
- シンデレライレブン（有原みさ）
- 戦国アスカZERO（大賀宗九）
- 戦場のツインテール（アイビーニニ）
- 刻のイシュタリア（碧霞元君テンセン、他）
- トリックスター 〜召喚士になりたい〜（貂蝉、徐庶）
- ビーナスイレブンびびっど!（上下上下上）
- ボクシングエンジェル（芽衣紗）
- レジェンドオブアルスマーナ（マデリーン、るる）
- レムリア 〜Strada Of Chain〜（ミリア、エスメダ、アンリ）

2017年
- バハムートラビリンス（ヒルダ）
- ナナカゲ（エナ、スコッタ）
- セブンスダーク（レイ）
- ファイブキングダム-偽りの王国-（ハービー、レン）
- フィンガーナイツクロス（エブリス、イレーネ、リリス）
- るるたるイデア（プリム）
- リネージュ2（ゲルド）
- 乙女戦姫〜ロリータガールズ〜(夏侯淵、徐庶、小喬)
- ヴィーナスランブル（イシス）
- オハナちゃん（オハナちゃん）
- バルディリア戦記（クレア、プリム、フィーナ）
- ヘルプ!!!〜恋が丘学園おたすけ部〜（比嘉鞠音）
- ドラゴンジェネシス -聖戦の絆- （千利休）
- 戦国幻武（望月千代女、明智玉）
- グラナド・エスパダ（ジョシュア・バゼーランヌ）
- あやかし百鬼夜行極（竜造寺のタマ、乙姫）
- ガルフト!（星野蓮花）
- KLAP!! 〜Kind Love And Punish〜 Fun Party（三河不動産令嬢）
- 究極×進化!戦国ブレイク!（お江）
- ゴシックは魔法乙女〜さっさと契約しなさい!〜（ネフレン・ルク・インサニア）
- 予言者育成学園 Fortune Tellers Academy（エリーゼ）
- ウチの姫さまがいちばんカワイイ（ネフレン・ルク・インサニア）
- REDSTONE2（ファイター）
- ソラヒメ ACE VIRGIN -銀翼の戦闘姫-（Yak-7、ホーカーハリケーン、F-8クルセイダー）

2018年
- 戦の海賊(キャロ)
- AGARTHA 不完全英雄戦記（ダニエラ）
- 帝国戦記（オルテ）
- ファイナルガーディアン（プレイヤー女、胡夢圆、唐小宛、上官采薇）
- テリア・サーガ（レベッカ、フロウィン）
- アズールレーン（サフォーク）
- 天涯ニ舞ウ、粋ナ花
- 極光のレムリア 〜Hidden elements〜（XXXX）

2019年
- リバースユニオン（アーディ、サレオス、ゲルゲル）
- ドラガリアロスト（姫、プリミア）
- けものフレンズ3（ワシミミズク)
- タイムリフレイン（サモナー）
- ロストアーカイブ（エレナ）
- エースヴァージン（ハリケーン）
- アミュージングヒーロー（九尾の狐）
- ガールズカタルシス（ユリカ）
- メモリアルレコード（卑弥呼）
- ArkResona（リジェ・ロシリア、サラ・ジンジャー）
- MEOW-王国の騎士-（葵）
- メリーガーランド（ネージュ）
- 蒼藍の誓い ブルーオース（イラストリアス）
- アズールレーン クロスウェーブ（サフォーク）
- 時の歌-終焉なきソナタ-（フィニア）

2020年
- エースヴァージン：再出撃（ハリケーン、J-16 殲撃16型）
- モエ ニンジャ ガールズRPG（待雪六花）
- PUBG MOBILE（ボイスカード実装）
- りっく☆じあ〜す（シーエ、M1エイブラムス、16式機動戦闘車）
- アッシュアームズ（ケーリアン341型）

2021年
- 戦の海賊（キャロ、ぺベロア)
- フェアリースフィア（シュークリーム）

2022年
- ヴェルヴェット・コード（ヴァンパイア）

2023年
- ハツリバーブ（シファリス）

### 吹き替え
- ロング・ウェイ・ノース 地球のてっぺん（2019年、サーシャ[33]）

### ドラマCD
- プラ研です。（2015年、吉川七星）
- プラ研です。〜徳島編「見えない星」〜（2017年、吉川七星）
- アズールレーン{ロイヤル編}(2017年、サフォーク)
- リオノートⅡ(2019年、イリニス・グナヴァナス・ウェーブ―ル)
- リオノートⅢ(2019年、イリニス・グナヴァナス・ウェーブ―ル)

### バラエティ番組
- 家、ついて行ってイイですか?（2022年3月9日[34]、2023年12月24日）

## ディスコグラフィ

### キャラクターソング
| 発売日   | 商品名                                                                   | 歌 | 楽曲                                        | 備考                                                   |
| 2016年   | 2016年                                                                   | 2016年 | 2016年                                      | 2016年                                                 |
| -------- | ------------------------------------------------------------------------ | --- | ------------------------------------------- | ------------------------------------------------------ |
| 12月23日 | ビーナスイレブンびびっど! イメージアルバム                               | ★MONOCHROME☆ | 「I LOVE ♥ VENUS!!」 「キミへMore Power!!」 | ゲーム『ビーナスイレブンびびっど!』テーマソング        |
| 2017年   |                                                                          | |                                             |                                                        |
| 7月31日  | ビーナスイレブンびびっど! ★MONOCHROME☆ドラマＣＤ〜放課後アーティスト！〜 | ★MONOCHROME☆ | 「僕らのゴール ! 」                         | ゲーム『ビーナスイレブンびびっど!』劇中挿入歌          |
| 10月16日 | 予言者育成学園 楽曲集                                                    | バス★テット | 「Shining World」                           | ゲーム『予言者育成学園 Fortune Tellers Academy』関連曲 |
| 12月13日 | けものフレンズ ドラマ&キャラクターソングアルバム「Japari Café2」         | コノハ博士（三上枝織）とミミちゃん助手（上原あかり） | 「とっても賢いじゅるり“れしぴ」             | テレビアニメ『けものフレンズ』関連曲                   |
| 12月13日 | けものフレンズ ドラマ&キャラクターソングアルバム「Japari Café2」         | どうぶつビスケッツ＋かばん（内田彩）×PPP / セリフ - コツメカワウソ（近藤玲奈）、アフリカオオコノハズク（三上枝織）、ワシミミズク（上原あかり）、マーゲイ（山下まみ）、ギンギツネ（相坂優歌）、キタキツネ（三森すずこ） | 「ドレミファロンド（フレンズ ver.）」       | テレビアニメ『けものフレンズ』関連曲                   |

### 参加作品
| 発売日        | 商品名 | 歌                                                   | 楽曲           | 備考                                               |
| ------------- | ------ | ---------------------------------------------------- | -------------- | -------------------------------------------------- |
| 2018年5月29日 | -      | 富田美憂、楠木ともり、深町未紗、中恵光城、上原あかり | 「My Element」 | ゲーム『極光のレムリア 〜Hidden elements〜』主題歌 |